# Ángel Martínez Baigorri
Ángel Martínez Baigorri (Lodosa, España, 2 de octubre de 1899 - Managua, Nicaragua, 5 de agosto de 1971) Fue un poeta, profesor y sacerdote español, máximo representante y fundador de la poesía postrubeniana, conocido por ser, junto a José Coronel Urtecho, un impulsor del Vanguardismo Nicaragüense.

## Biografía
Estudió Comercio en Lodosa y en el Colegio de los Jesuitas de Tudela.
En septiembre de 1917 ingresa como novicio de la Compañía de Jesús en Loyola, donde permanecería hasta 1922. Desde esa fecha, hasta 1925, cursó Filosofía en el Colegio Máximo de Oña (Burgos), de donde pasó a los colegios de Burgos, Las Palmas y Orduña (Vizcaya). Vuelve a Oña en 1930 para comenzar sus estudios de Teología. La supresión de la Compañía de Jesús por parte de la II República española le obligó a pasar a Marneffe (Bélgica) en enero de 1932.
Es en Bélgica, julio de 1933, donde fue ordenado sacerdote. Pero enfermo de úlcera de estómago tuvo que regresar a España en diciembre.
Durante los años 1935 y 1936 residió en Braga (Portugal) y brevemente en Tournai (Bélgica). De aquí pasó a Granada (Nicaragua) para enseñar, desde 1936 hasta 1947, Literatura en el colegio “Centroamérica”, situado a orillas del lago de Granada. Entabló amistades con José Coronel Urtecho, Pablo Antonio Cuadra, Ernesto Cardenal, Luis Alberto Cabrales, Joaquín Pasos, Carlos Martínez Rivas, Fernando Silva y otros poetas nicaragüenses.  
En agosto de 1946 viaja a Nueva Orleans, a la Loyola University, para operarse varias veces, y permanece recuperándose en El Paso (Tejas) hasta 1947. Entre 1947-48 estará en California
Entre 1948 y 1954 vivió en San Salvador, ejerciendo en la cátedra de Literatura en el Seminario Central de San José de la Montaña. 
En 1950 asiste en Madrid, al Congreso de Cooperación Intelectual, viajando nuevamente por Europa. 
En 1952, en el Congreso Eucarístico Internacional de Barcelona, es presentado a concurso, por su amigo Juan Bautista Bertrán, su libro Cumbre de la memoria, bajo el título de Contigo sacerdote obteniendo el Gran Premio del Instituto de Cultura Hispánica. Pasa las Navidades en Lodosa, junto a su familia. Regresa en marzo de 1951.
En 1953 se trasladó a México D. F. en cuya Universidad Iberoamericana hasta 1961, sería decano de Humanidades y enseñaría Literatura y Estética. Fue redactor de la revista Latinoamericana (1954-1955). 
Sus viajes por América y Europa, motivados por razones de salud, fueron frecuentes ya que su naturaleza enfermiza le llevó a padecer diecisiete operaciones de estómago, afecciones pulmonares, malaria, etc. 
En 1961 sufre una nueva operación en Costa Rica, volviendo en 1962, tras la fundación de la Universidad Centroamericana de Managua, a esta ciudad, donde moriría años más tarde. Aquí coincidirá con Ignacio Ellacuría que en 1958, en la Revista Cultural (El Salvador, julio-diciembre), le había dedicado un artículo bajo el título "Ángel Martínez, poeta esencial". La relación entre ambos fue estrecha y llena de abundante correspondencia.
En 1970 hace su último viaje a España, alojándose en casa de su sobrino en Madrid hasta su regreso al año siguiente. A su muerte, en agosto de 1971, Ernestina de Champourcin confesaba que España había perdido una de las voces poéticas más importantes de este siglo, y describía su poesía como “una extraña y maravillosa mezcla de hondura, austeridad y ternura, de penetración en el misterio humano y en el otro misterio de las experiencias divinas, de gran belleza imaginativa relampagueada de Trópico con su exótica exuberancia de naturaleza”.
En 1976, en el primer número de Río Arga, aparece un recuerdo a su memoria con sendos poemas a modo de breve antología. Para Víctor Manuel Arbeloa, uno de los fundadores,

«el jesuita de Lodosa fue un estupendo regalo literario y humano que Navarra hizo a Nicaragua y a toda Iberoamérica. Altísimo poeta místico, vivió su poesía como la forma más integral de ser hombre, intelectual y cristiano.»

### Nacionalidad
Se hacía llamar español. Nicaragua por su parte lo consideraba su lugar de renacimiento. Así, cuando le preguntaron: 

«- "¿Es usted español?" 
"y nicaragüense" -éste respondía... 
- "¿Cómo?" 
"Nacido en Navarra (España) y renacido en Nicaragua. De allí eres donde sueñas, vives, mueres, empiezas a vivir y renaces»
Ángel Martínez Baigorri

–dice en otro de sus poemas.
Pero como señala Víctor Valembois, filólogo belga-costarricense, «su biografía resulta determinada por un triángulo: nacido en España, en 1899, de repente se ve proyectado hacia Bélgica (1932) y después súbitamente va destinado a Centro-América (1935) donde muere en 1971». Es decir, que cada fase vital es un hito que se marca, y remarca, tanto en su biografía como en su poesía.

## Obras
En España se lo considera como uno de sus más importantes poetas religiosos, una figura poética sobresaliente cuya importancia se extiende a Centroamérica y México. Jorge Guillén también alabará la obra poética de este jesuita. 
Hombre culto, que además conocía varias lenguas: inglés, con pleno dominio, francés, alemán, italiano, portugués, catalán y vascuence.
Su obra poética abarca más de cuarenta volúmenes, incluyendo traducciones de Gerard M. Hopkins. Entre sus poemas más conocidos se encuentran: "Desde la otra ribera", "Nicaragua canta en mi", "Ángel", "Sacerdote", "Sencillo y tuyo", "Mar de tierra".  
- Romance del mantel de bodas (1938),
- Ángel en el país del Águila (1954), escrito durante su estancia en Nueva Orleans y El Paso.
- Desde el tiempo del hombre,
- Carmen Semisaeculare,
- Presencias en México,
- Descubre tu Presencia,
- Cumbre de la memoria (1958), Premio de la Cultura Hispánica.
- Dios en blancura (1960),
- El mejor torero (1961),
- Sonetos irreparables (México, Alejandro Finisterre, 1964)
- Nicaragua canta en mí (1968)

De la recopilación Desde el tiempo del hombre, de la cual, Río hasta el fin es considerado poema nacional de Nicaragua. Lo escribió en un viaje misionero que duró un mes, tiempo en el cual recorrió las poblaciones de los márgenes del Río San Juan predicando y administrando sacramentos.
Con ocasión del centenario de su nacimiento, el Gobierno de Navarra, editó las Poesías Completas en dos volúmenes (Pamplona, 1999-2000). ISBN 978-84-235-1987-3.
Su familia donó al Archivo Contemporáneo de Navarra, el fondo documental de Martínez Baigorri, que incluye además de la máquina de escribir usada por el sacerdote lodosano, 43 documentos, 63 libros y 62 documentos digitales, junto con la correspondencia mantendida con su familia. Además de una veintena de cuadernos redactados por el sacerdote jesuita Emilio del Río.

## Homenajes
- El Ayuntamiento de Lodosa, desde el año 1984, convoca el Certamen Poético 'Ángel Martínez Baigorri'.[16]
- En su localidad natal de Lodosa el colegio público lleva su nombre.[17]
- En 2022 la revista Príncipe de Viana le dedicó un monográfico a modo de homenaje con ocasión del 50º aniversario de su muerte.[18]